# Oggioni (cognome)
Oggioni è un cognome di lingua italiana.

## Varianti
Oggionni.

## Origine e diffusione
Cognome tipicamente lombardo, è presente prevalentemente nel milanese.
Potrebbe derivare da un toponimo quali Oggiona e Oggiono. Presenta lo stesso etimo di Oddo; oggioni in milanese significa "occhioni", il che lo renderebbe affine al cognome Occhi.

## Persone
- Andrea Oggioni – alpinista italiano
- Giulio Oggioni – vescovo cattolico italiano
- Luigi Oggioni – magistrato italiano